# ريان نيل
ريان نيل (بالإنجليزية: Ryan Neill)‏ هو لاعب كرة قدم أمريكية أمريكي، ولد في 12 ديسمبر 1982.

## وصلات خارجية
- ريان نيل على موقع مرجع كرة القدم المحترفة.كوم (الإنجليزية)